# Karl Josef Raabe

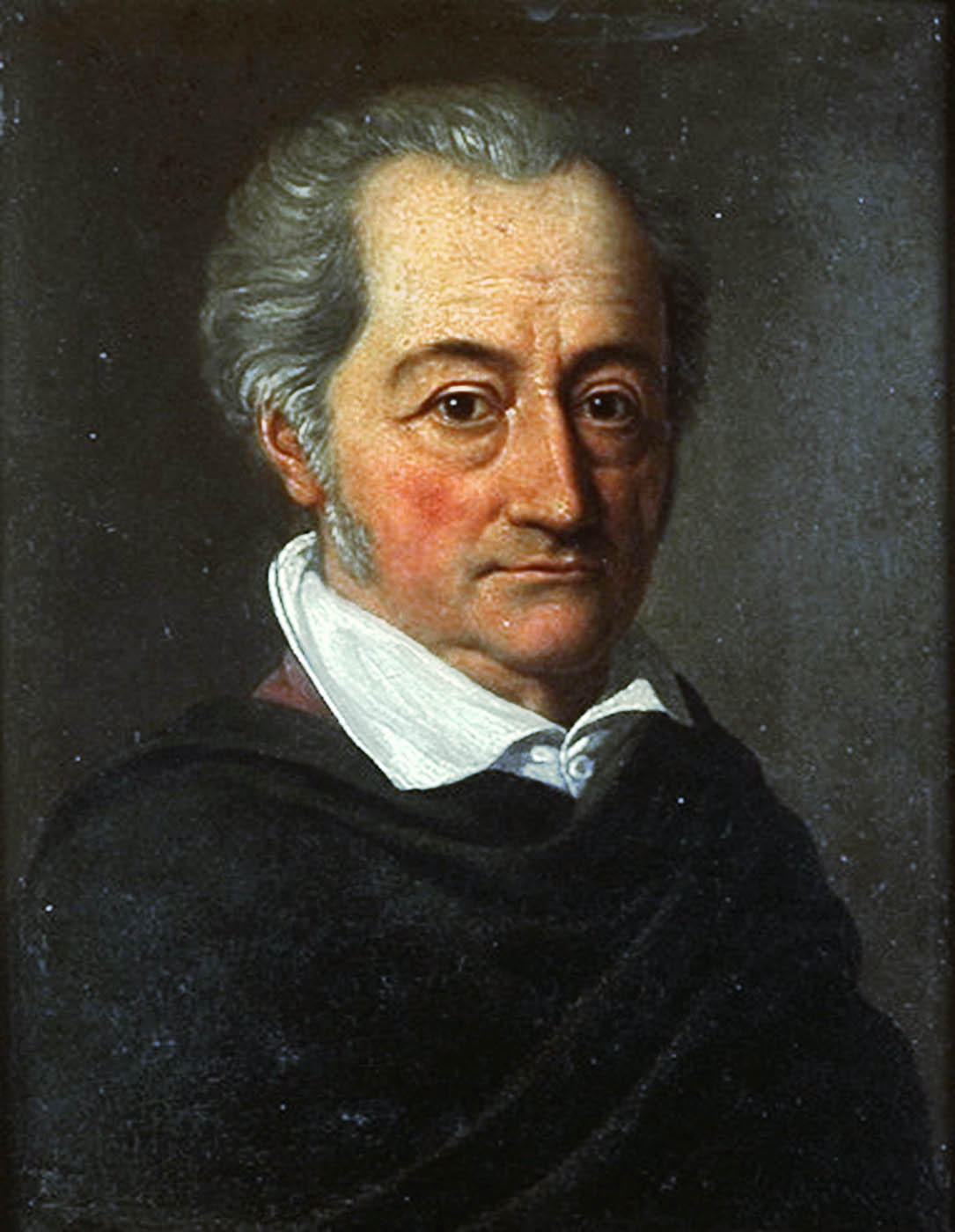
Porträt Goethes von Raabe, 1814

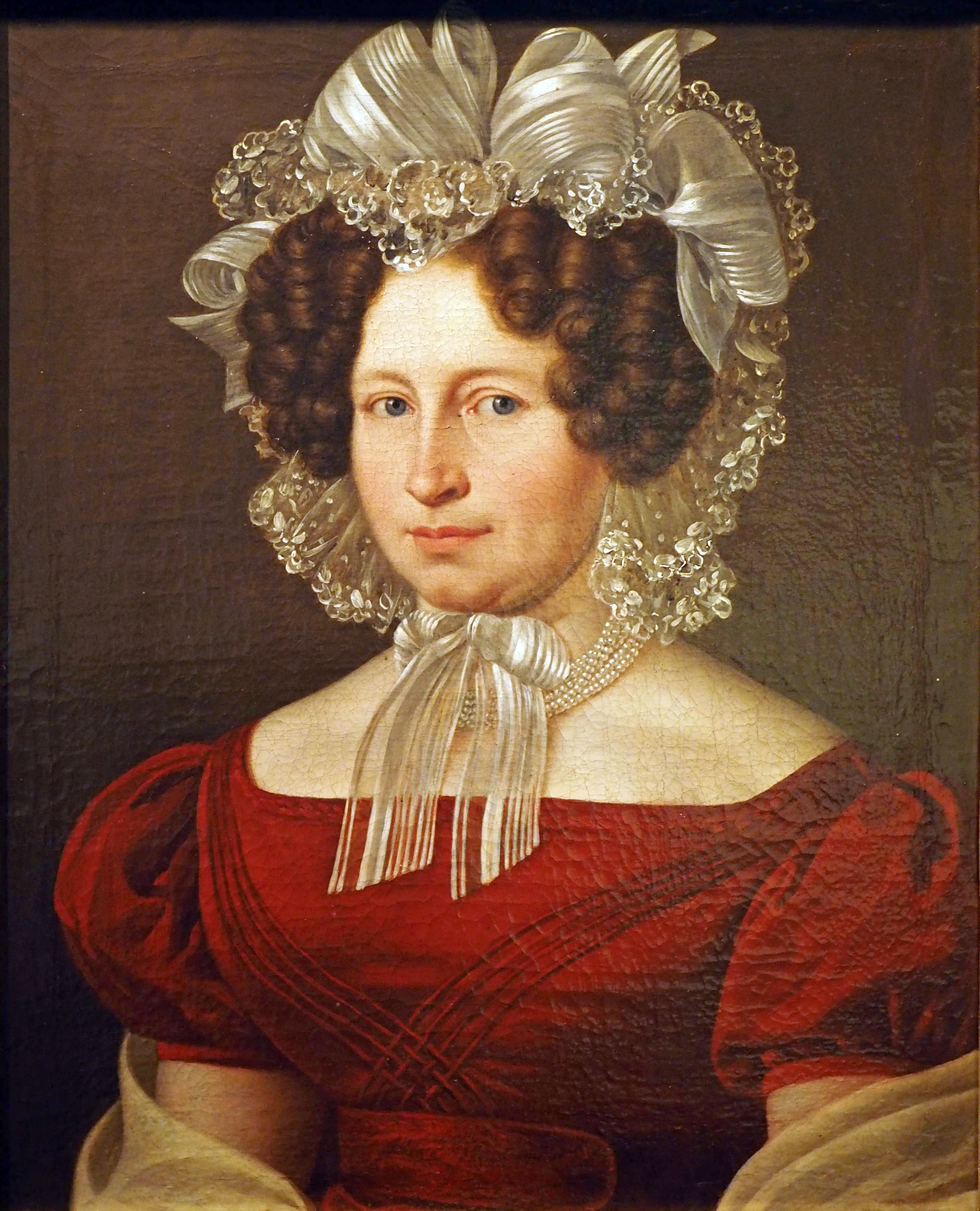
Bildnis Johanna Stritzke

Karl Josef Raabe (* 1780 in Deutsch-Wartenberg in Schlesien; † 25. Juli 1849 in Breslau) war ein deutscher Maler, Ingenieuroffizier, Geograph und Architekt. An der Kunst- und Handwerkerschule in Breslau erhielt er eine künstlerische Ausbildung, bevor er 1811 an den Weimarer Hof ging. Dort malte er unter anderem Miniaturbildnisse von Johann Wolfgang von Goethe und Christoph Martin Wieland. Daneben stammt von ihm auch eine große Zahl Landschafts- und Historienbilder.
1816 wurde er Mitglied der Dresdner Akademie. Außerdem hatte er eine Stellung als Bauinspektor in Erdmannsdorf inne. Ab 1829 war er schließlich Zeichenlehrer an der Kunst- und Handwerkerschule in Breslau, wo er 1841 auch Professor wurde.

## Quelle
Walter Killy, Rudolf Vierhaus (Hg.): Deutsche Biographische Enzyklopädie, K. G. Saur: München (1998), Band 8.
Johannes Rößler: Die Kunst zu sehen. Johann Heinrich Meyer und die Bildpraktiken des Klassizismus (= Ars et Scientia 22). De Gruyter, Berlin, Boston 2020, ISBN 978-3-1105-8806-4. S. 218–226 und 398–404.